# Lophoruza
Lophoruza es un género de lepidópteros perteneciente a la familia Noctuidae. Es originario de Asia, África y Australia.

## Especies
- Lophoruza albicostalis (Leech, 1889)
- Lophoruza albisecta (Warren, 1912)
- Lophoruza apiciplaga (Warren, 1913)
- Lophoruza bella (Bethune-Baker, 1906)
- Lophoruza chalcocosma Turner, 1945
- Lophoruza cithara (Swinhoe, 1902)
- Lophoruza consors (Warren, 1913)
- Lophoruza diagonalis Hampson, 1910
- Lophoruza diversalis (Walker, [1868])
- Lophoruza jugosa (Swinhoe, 1902)
- Lophoruza longipalpis (Walker, 1865)
- Lophoruza lunifera (Moore, [1885])
- Lophoruza mascarena Joannis, 1910
- Lophoruza mobdosticha Turner, 1945
- Lophoruza pulcherrima (Butler, 1879)
- Lophoruza purpureogrisea (Warren, 1913)
- Lophoruza roseoliva (Warren, 1913)
- Lophoruza rubrimacula Prout, 1921
- Lophoruza semicervina (Warren, 1913)
- Lophoruza semiscripta (Mabille, 1893)
- Lophoruza tamsi Roepke, 1938
- Lophoruza vacillatrix Hampson, 1910
- Lophoruza xylonota (Lower, 1903)